# Jack Frost
Jack Frost, conocida en Latinoamérica como Juanito Escarcha, es una película navideña de 1998 protagonizada por Michael Keaton y Kelly Preston. Keaton interpreta a un hombre que muere en un accidente de coche y regresa a la vida como un muñeco de nieve gracias a los poderes de una armónica mágica. Tres de cuatro hijos de Frank Zappa aparecen en la película: Dweezil Zappa, Ahmet Zappa, y Moon Unit Zappa. Uno de los mejores hits de Navidad. La película fue estrenada en Australia el 10 de diciembre, un día antes de su estreno estadounidense.

## Elenco
- Michael Keaton como Jack Frost.
- Kelly Preston como Gabby Frost.
- Joseph Cross como Charlie Frost.
- Mark Addy como Mac MacArthur.
- Henry Rollins como Sid Gronic.
- Andy Lawrence como Tuck Gronic.
- Eli Marienthal como Spencer.
- Mika Boorem como Natalie.
- Will Rothhaar como Dennis.
- Taylor Handley como Rory Buck.

## Recepción
La película recibió por lo general críticas principalmente negativas. Rotten Tomatoes le dio un 16% basado en 49 críticas y en Metacritic obtuvo un puntaje de 40% basado en 25 críticas

### Taquilla
Producida con un presupuesto de $85 millones, la película se estrenó en cines y obtuvo $7.1 millones en su semana de apertura.Finalmente recaudó un total de $34.5 millones en los Estados Unidos,por lo que generó pérdidas a los productores. Se desconoce cuanto recaudó a nivel mundial.